# Traminda gracillata
Traminda gracillata là một loài bướm đêm trong họ Geometridae.